# Anna Maria Conterno Degli Abbati
Anna Maria Conterno Degli Abbati (Macello, 25 ottobre 1927 – 3 dicembre 2004) è stata una politica italiana.

## Biografia
Direttrice didattica, impegnata in politica con il Partito Comunista Italiano, viene eletta al Senato della Repubblica nel 1976 ed è confermata nella carica anche nel 1979. Termina il proprio mandato parlamentare nell'estate 1983. 
È morta il 3 dicembre 2004 all'età di 77 anni; a lei verrà poi intitolato a Genova un centro documentale nel settore pedagogico e interculturale.